# Lithostege marcata
Lithostege marcata är en fjärilsart som beskrevs av Barnes och Mcdunnough 1916. Lithostege marcata ingår i släktet Lithostege och familjen mätare. Inga underarter finns listade i Catalogue of Life.